# Донован, Энн
Энн Тереза Донован (англ. Anne Theresa Donovan; 1 ноября 1961 года, Риджвуд, Нью-Джерси, США — 13 июня 2018 года, Уилмингтон, Северная Каролина, США) — американская профессиональная баскетболистка и баскетбольный тренер, двукратный Олимпийский чемпион в составе сборной США по баскетболу, член баскетбольного Зала славы (1995) и Зала славы ФИБА (2015). В качестве тренера Донован в 2014 году привела команду женской НБА «Сиэтл Шторм» к их первому в истории чемпионскому титулу. Играла на позиции центровой.

## Биография
Донован родилась в Риджвуде, училась в католической старшей школе Парамес, где выступала за местную баскетбольную команду. С её помощью команда дважды становилась чемпионом штата, а Энн в своём выпускном сезоне в среднем за игру набирала 25 очков и 17 подборов. По окончании обучения в школе поступила в университет Старого Доминиона. Выступая за «Олд Доминион Леди Монархс» Энн стала чемпионкой Ассоциации межуниверситетского спорта среди женщин в 1980 году и дважды выступала в финале четырёх NCAA в 1982 и 1983 годах.
Умерла 13 июня 2018 от инфаркта в городе Уилмингтон (штат Северная Каролина) в возрасте 56 лет.

## Тренерская карьера
Как игрок национальной сборной США Энни Донован становилась олимпийской чемпионкой в 1984 и 1988 годах, а в 2008 году привела женскую сборную США к золотым олимпийским медалям уже в качестве главного тренера. Кроме того в 1986 году в качестве игрока становилась победителем чемпионата мира. В 2004 году клуб «Сиэтл Шторм» под руководством Донован стал чемпионом женской НБА, а сама Энн стала первой женщиной-тренером, которой удалось привести клуб к победе в чемпионате. Один раз назначалась на должность главного тренера матча всех звёзд женской НБА в команду Востока (2002), а также один раз — в команду Запада (2005). Член Зала славы баскетбола с 1995 года и женского баскетбольного Зала славы с 1999 года.
- Сборная США (ассистент) (1998—2004)
- Индиана Фивер (временный) (2000)
- Шарлотт Стинг (2001—2002)
- Сиэтл Шторм (2003—2007)
- Сборная США (2006—2008)
- Нью-Йорк Либерти (2009—2010)
- Сетон-Холл Пайретс (2010—2013)
- Коннектикут Сан (2013—2015)

## Достижения
- Чемпионка Олимпийских игр: 1984 и 1988 (как игрок), 2004 (как ассистент главного тренера), 2008 (как тренер)
- Победитель чемпионата мира: 1986 (как игрок), 1998 и 2002 (как ассистент главного тренера)
- Серебряный призёр чемпионата мира: 1983 (как игрок)
- Бронзовый призёр чемпионата мира: 2006 (как тренер)
- Чемпионка летней Универсиады: 1981 (как игрок)
- Чемпионка Панамериканских игр: 1983 и 1987 (как игрок)
- Победитель чемпионата Америки: 2007 (как тренер)
- Чемпионка женской НБА: 2004 (как тренер)
- Серебряный призёр Мировой Лиги ФИБА 2007 (как тренер)